# Antoan Richardson
Antoan Edward Richardson (né le 8 octobre 1983 à Nassau aux Bahamas) est un ancien joueur de champ extérieur des Ligues majeures de baseball.
Il n'est que le sixième bahaméen à atteindre la MLB et le premier depuis 1983, soit l'année de sa naissance.

## Carrière

### Débuts
Antoan Richardson est drafté à quatre reprises avant qu'il ne signe avec l'équipe l'ayant sélectionné au repêchage amateur. Les Orioles de Baltimore le réclament, chaque fois au 27e tour de sélection, en juin 2001 et juin 2002. Les Diamondbacks de l'Arizona le choisissent ensuite en 13e ronde en 2004. Richardson signe finalement un contrat avec les Giants de San Francisco après que ceux-ci en aient fait leur sélection de 35e tour en 2005 alors que le jeune voltigeur s'aligne pour l'équipe de baseball de l'Université Vanderbilt dans le Tennessee aux États-Unis. Richardson évolue cinq saisons dans les ligues mineures avec des clubs-école des Giants avant d'être libéré de son contrat. Le 12 janvier 2010, Richardson est agent libre et il accepte une offre des Braves d'Atlanta.

### Braves d'Atlanta
Antoan Richardson fait ses débuts dans le baseball majeur avec Atlanta le 4 septembre 2011. À son premier match joué, il réussit le premier coup sûr de sa carrière, réussi comme frappeur suppléant face au lanceur Clayton Kershaw des Dodgers de Los Angeles.

### Orioles de Baltimore
En décembre 2011, Richardson signe un contrat avec les Orioles de Baltimore et passe la saison 2012 dans les ligues mineures.

### Twins du Minnesota
Richardson signe chez les Twins du Minnesota le 1er février 2013 et passe l'année suivante en ligues mineures.

### Yankees de New York
Richardson joue en ligues mineures avec les RailRiders de Scranton/Wilkes-Barre, club-école des Yankees de New York, en 2014 et rejoint l'équipe des majeures pour 13 matchs, durant lesquels il frappe 5 coups sûrs, produit un point et réussit 5 vols de buts.

### Rangers du Texas
Le 11 décembre 2014, Richardson signe un contrat avec les Rangers du Texas. Il est limité à 13 matchs des ligues mineures en 2015 à la suite d'une opération au dos,.

### Pirates de Pittsburgh
Richardson est mis sous contrat par les Pirates de Pittsburgh le 4 janvier 2015.